# Charles de Tolnay
Charles de Tolnay, originariamente Károly Tolnai (Budapest, 27 maggio 1899 – Firenze, 17 gennaio 1981), è stato uno storico dell'arte ungherese naturalizzato statunitense.
Fu un rinomato studioso di Michelangelo.

## Biografia
Formatosi a Vienna e a Budapest, in un periodo in cui la scuola danubiana vantava personalità come Max Dvořák, Alois Riegl, dopo la fine dell'Austria-Ungheria sentì ancor di più l'esigenza di recarsi all'estero.
Tra il 1921 e il 1922 compì il suo primo viaggio d'istruzione all'estero, visitando Bruxelles, Anversa, Lovanio, Gand, Bruges, Liegi. Nel 1923 si recò a Parigi, in Occitania, in Spagna, a Lisbona, a Torino, a Milano e a  Venezia.
Nel 1924 soggiornò per cento giorni in Italia, visitando Firenze e Roma, dove si innamorò dell'arte di Michelangelo.
Dopo gli studi all'Università di Berlino (1920-1921) e a Francoforte (1922), prese il dottorato a Vienna con una tesi su Bosch nel 1925 e dopo un breve periodo all'Università di Amburgo, decise di trasferirsi all'Università di Roma, pianificando di passare in Italia il resto della sua vita. Ma questo proposito si sarebbe concretizzato solo molti anni dopo. Insegnò alla Sorbonne di Parigi tra 1934 e il 1939, anno in cui si trasferì negli Stati Uniti, paese di cui divenne cittadino nel 1945. Qui fu docente presso l' Università di Princeton.
A lui si devono fondamentali studi sulla pittura fiamminga (in particolare Bosch, Jan van Eyck e il Maestro di Flémalle, Hugo van der Goes, Rubens, Rembrandt, Vermeer), che seppe tra i primi ricollegare alla pittura italiana.
Dal 1943 dedicò a Michelangelo studi importantissimi, occupandosi in particolare di un corpus di disegni in 4 volumi.
Importanti anche i suoi studi sugli artisti alla corte di Mattia Corvino, e sulle opere di Bicci di Lorenzo, Masaccio, Filippo Lippi, Ghirlandaio,  Raffaello, Leonardo, Tintoretto, Pontormo, Velázquez, Poussin, Watteau, Delacroix, Cézanne e altri.
Nel 1964 non poté non accettare l'invito a diventare direttore della Casa Buonarroti di Firenze, che riorganizzò e - tra mille difficoltà - cercò di trasformare in un centro d'eccellenza per lo studio dell'opera di Michelangelo.
Grande filologo dell'arte, Tolnay rimane apprezzato anche per la sua acuta analisi iconografica (ispirata, tra gli altri, agli studi di Panofsky), finalizzata a far emergere l'ideologia e la "spiritualità" di Michelangelo.

## Opere principali
- Pieter Bruegel il Vecchio, 1935
- Hieronymus Bosch, 1937
- History and Technique of Old Master Drawings: A Handbook, New York, 1943
- Quelques dessins inedits de Léonard de Vinci, Raccolta Vinciana, no. 19 (1962), pp. 95 – 114
- The Youth of Michelangelo, Princeton, N.J., 1969
- Nuove ricerche riguardanti la casa di Michelangelo in via Ghibellina, Roma: Accademia Nazionale dei Lincei
- Le Madonne di Michelangelo. Nuove ricerche sui disegni, Roma: Accademia Nazionale dei Lincei, 1966
- Nuove osservazioni sulla Cappella medicea, Roma: Accademia Nazionale dei Lincei, 1968
- Il riordinamento delle collezioni della casa Buonarroti a Firenze, Roma: Accademia Nazionale dei Lincei, 1969
- L'omaggio a Michelangelo di Albrecht Dürer, Roma: Accademia Nazionale dei Lincei, 1970
- I disegni della gioventù di Michelangelo e un suo disegno inedito nella Farnesina, Roma: Accademia Nazionale dei Lincei, 1972
- Michelangelo nel V Centenario della nascita, Roma: Accademia Nazionale dei Lincei, 1974
- Michelangelo. Artista, pensatore, scrittore, Novara, De Agostini, 1965
- L'«Ultimo» ritratto di Galileo Galilei, Roma: Accademia Nazionale dei Lincei, 1975
- Corpus dei disegni di Michelangelo, 3 voll, Ente della Casa Buonarroti-Cassa di Risparmio di Pisa, 1975
- Corpus dei disegni di Michelangelo, Novara, De Agostini, 1975-1980